# Rupavci
Rupavci (cyr. Рупавци) – wieś w Bośni i Hercegowinie, w Republice Serbskiej, w gminie Rudo. W 2013 roku liczyła 3 mieszkańców.